# Spacewatch

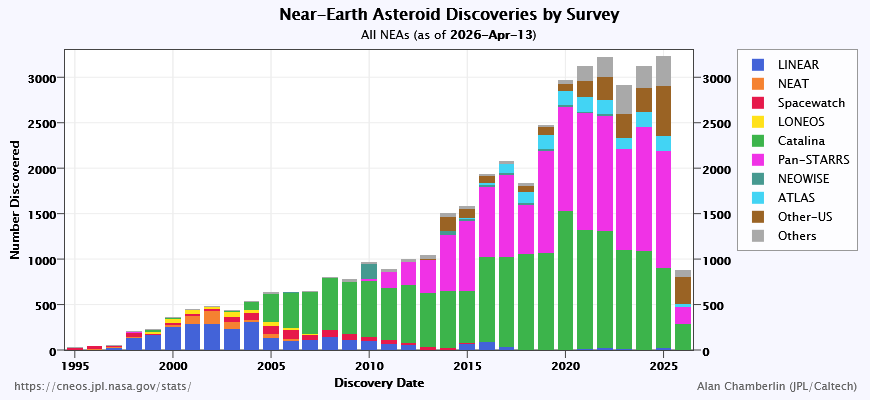
het aantal aardscheerders dat door verschillende projecten gevonden is (Spacewatch - rood)

Spacewatch is een project van de Universiteit van Arizona dat probeert planetoïden en kometen te ontdekken. Het is in 1980 opgericht door professor Tom Gehrels en Robert S. McMillan, die projectleider was. Het project staat anno 2025 onder leiding van Melissa Brucker. 
Het heeft 224.696 planetoïden ontdekt, waaronder Callirrhoë, een maan van Jupiter, en de planetoïde (20000) Varuna.